# Cimera del G-20 de Sant Petersburg
La cimera del G-20 de Rússia de 2013 va ser la vuitena cimera dels caps de govern del G20. El lloc de la trobada va ser el Palau de Constantí, de Sant Petersburg (Rússia), entre el 5 i 6 de setembre de 2013.
Segons Serguei Ivanov, alt càrrec del govern rus, a Sant Petersburg s'estudiarien propostes pensades per aconseguir un desenvolupament econòmic a nivell mundial estable i sostenible. Per la seva banda, Vladímir Putin, president de Rússia, va afirmar: «Vull posar més atenció a l'arquitectura de les relacions financeres internacionals, entendre què passarà a la zona euro, arribar a un acord sobre com serà el Fons Monetari Internacional a futur».
Per segona vegada que un Primer Ministre d'Austràlia no va poder ser-hi present, i Kevin Rudd va ser representat pel ministre d'Exteriors Bob Carr, a causa de les eleccions federals del 7 de setembre. El 2010, Rudd tampoc va poder assistir-hi, ja que va renunciar al seu càrrec dos dies abans de la cimera de Toronto (Canadà), en la qual el viceprimer ministre Wayne Swan va representar Austràlia. Durant la cimera, el primer ministre indi Manmohan Singh es va centrar en la crisi econòmica i va instar els països del G20 a posar més atenció a les seves polítiques monetàries.

## Galeria dels líders participants

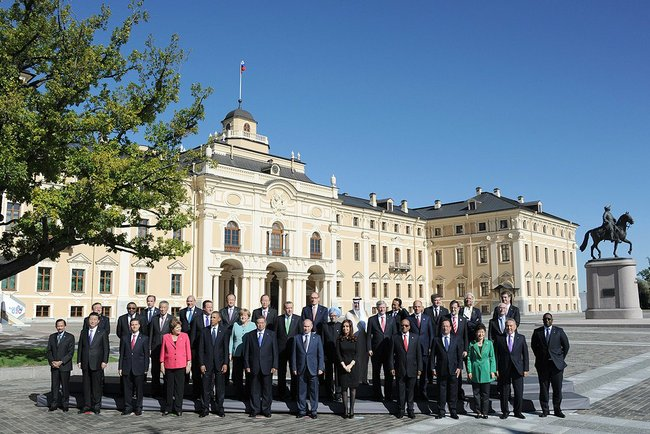
Foto oficial amb tots els participants

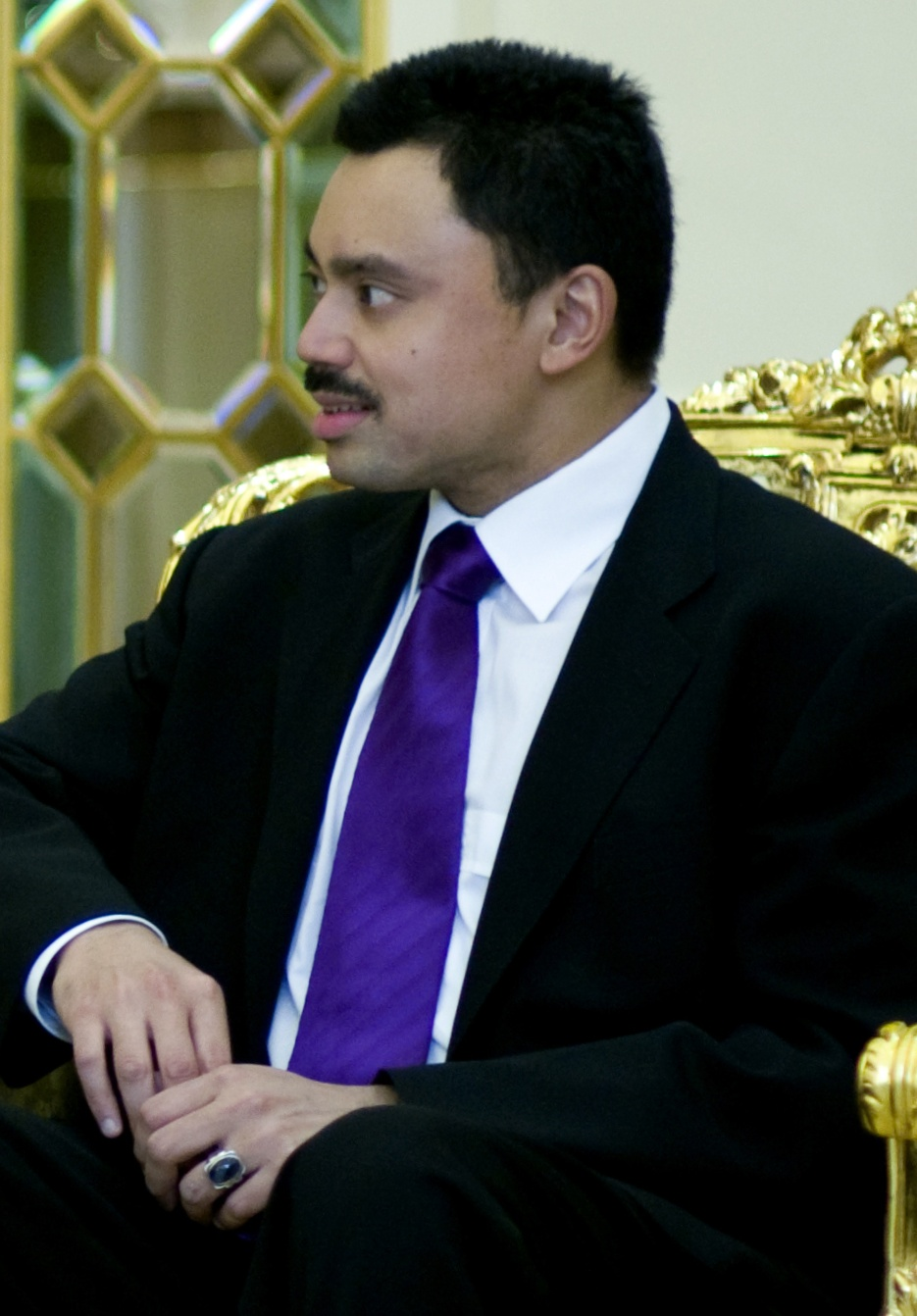
Brunei Al-Muhtadee Billah, Príncep hereu
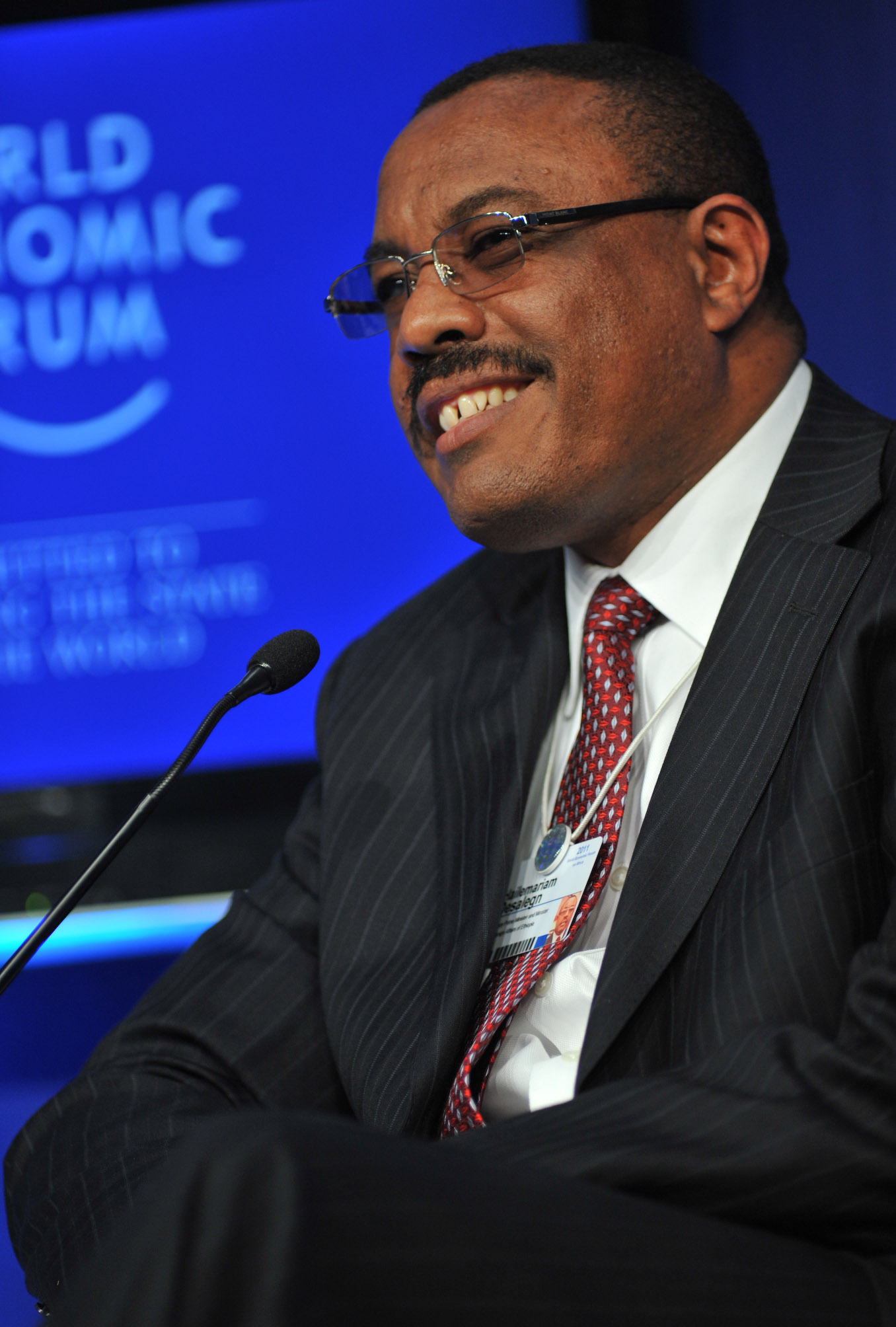
Etiòpia Hailemariam Desalegn, Primer Ministre
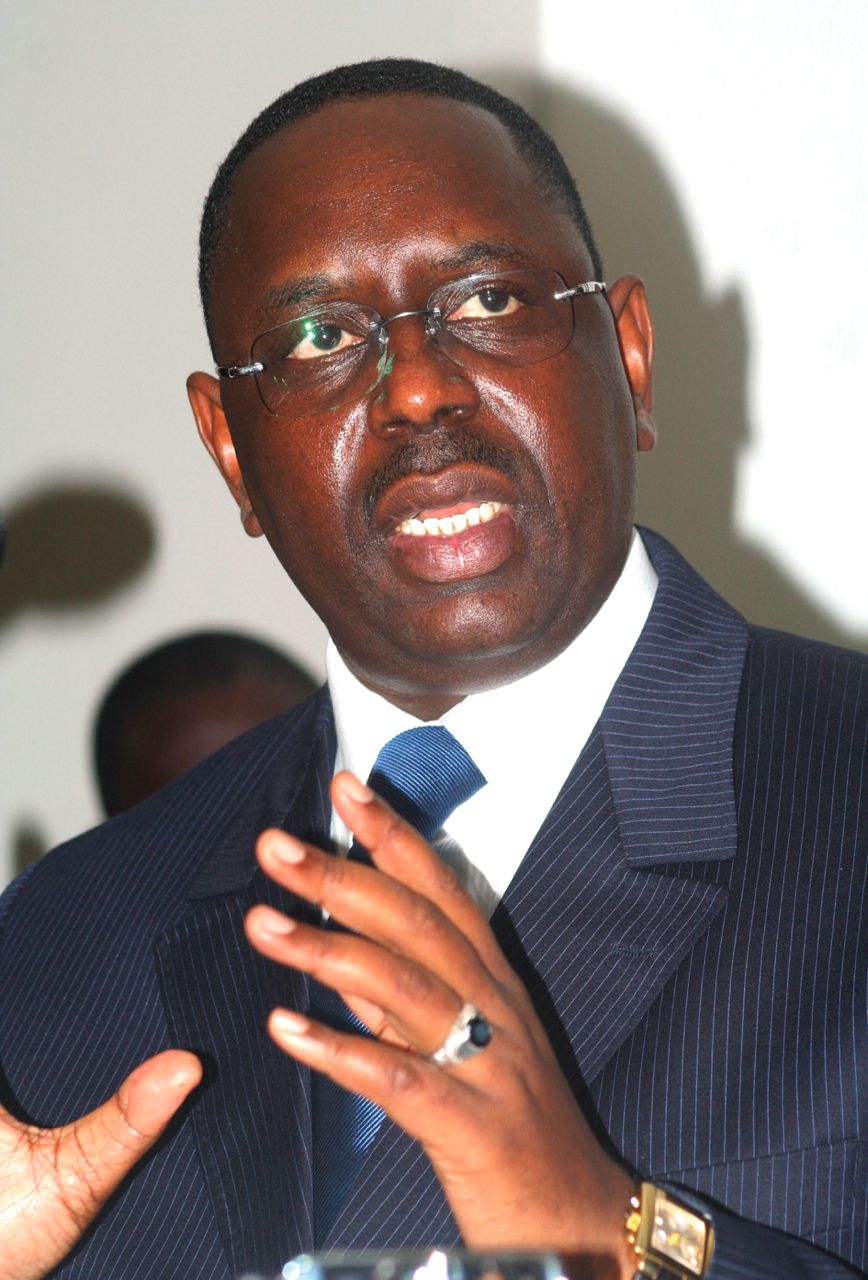
Senegal Macky Sall, President
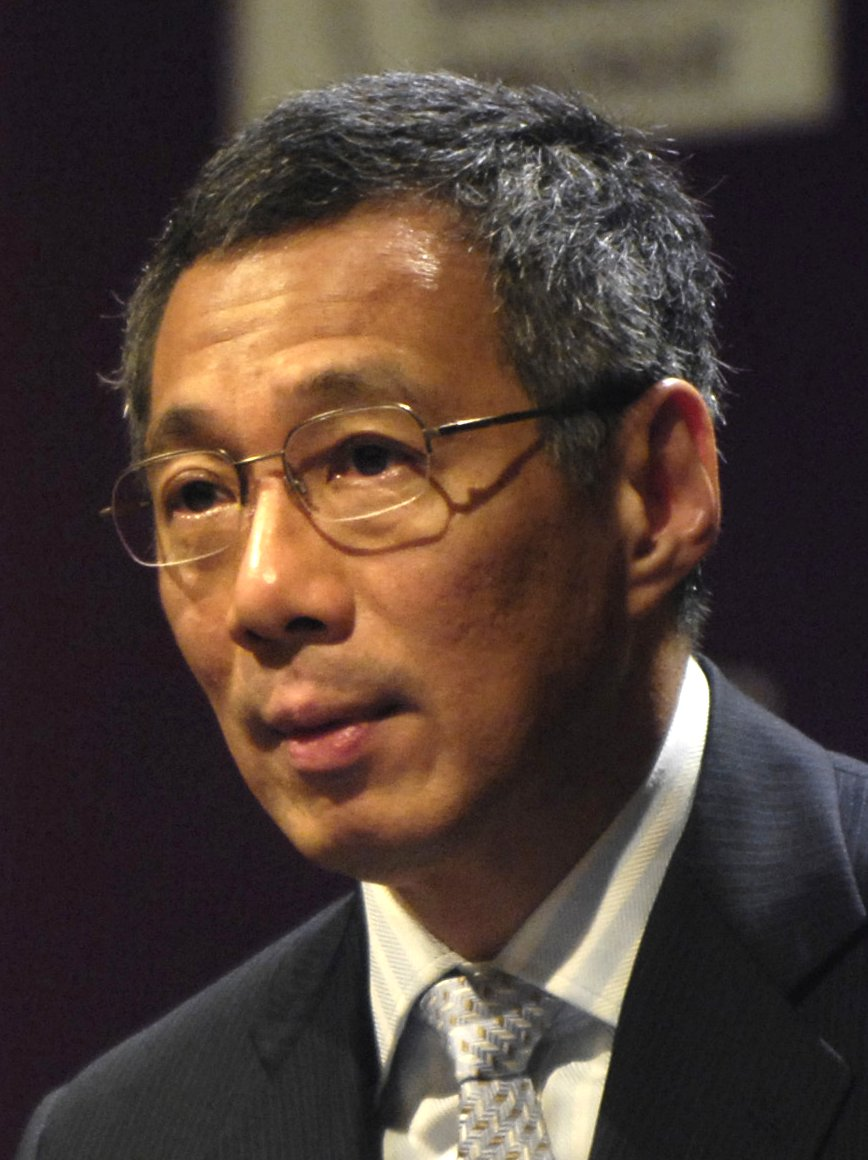
Singapur Lee Hsien Loong, Primer Ministre

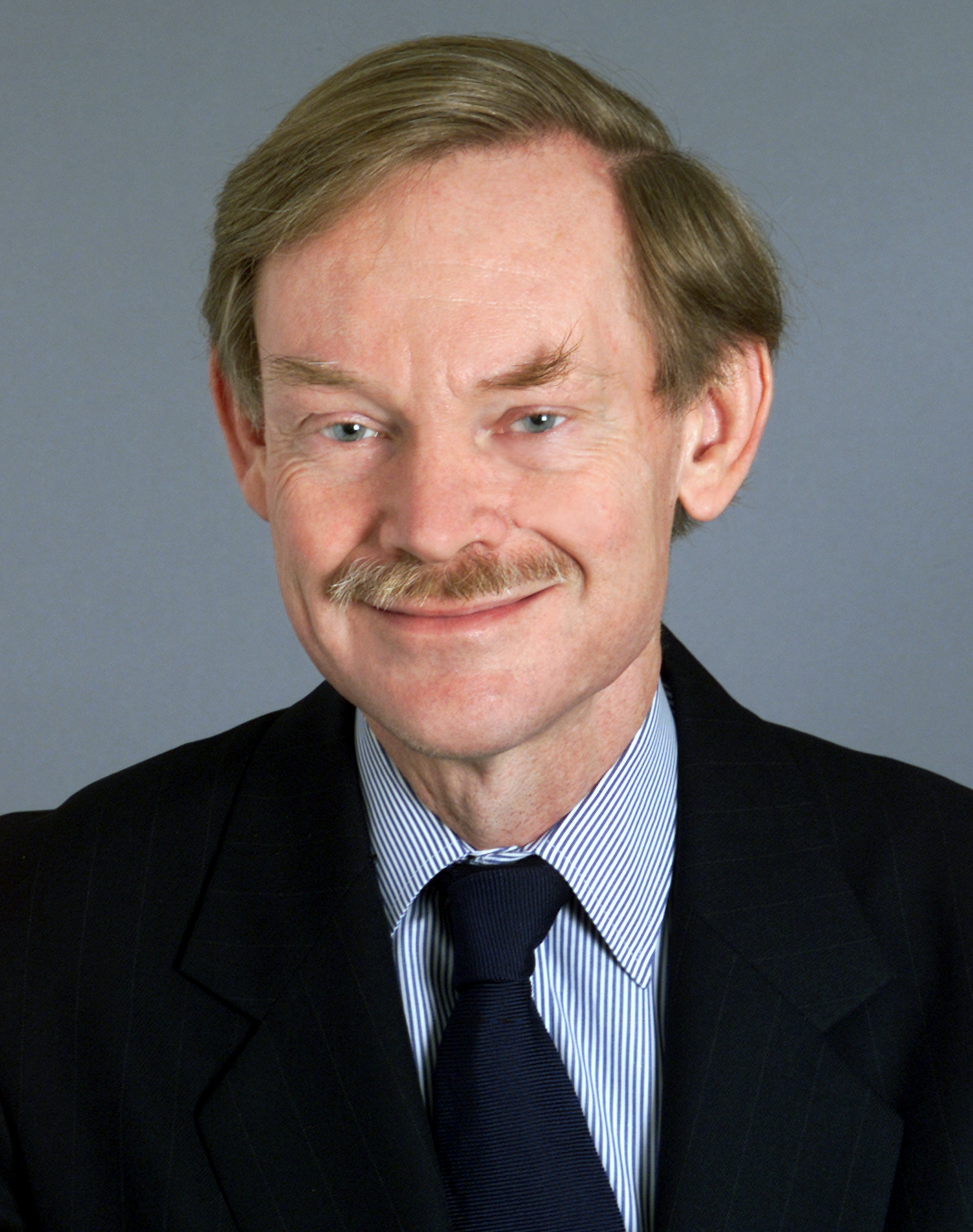
Banc Mundial Robert Zoellick, President
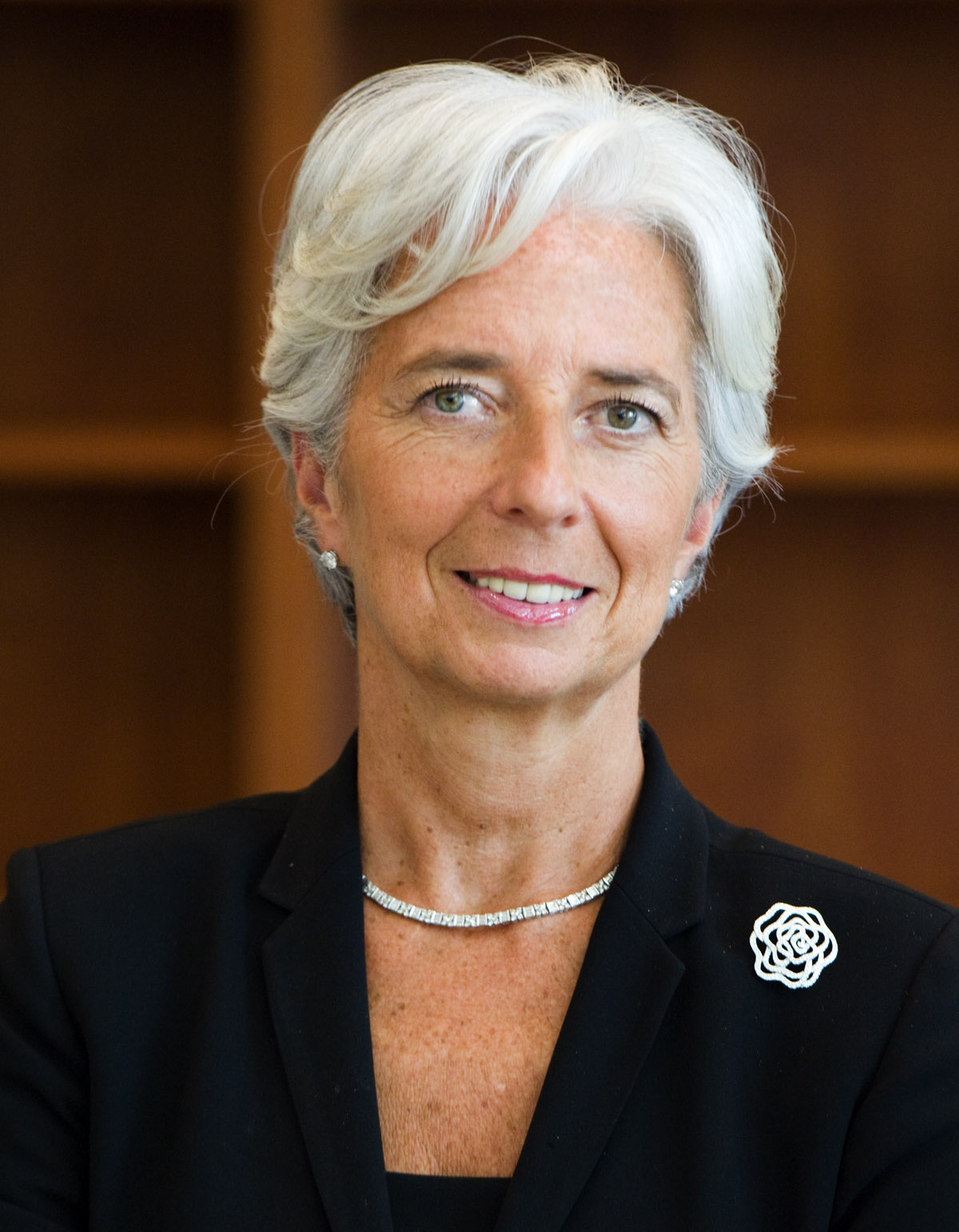
FMI Christine Lagarde, Directora General
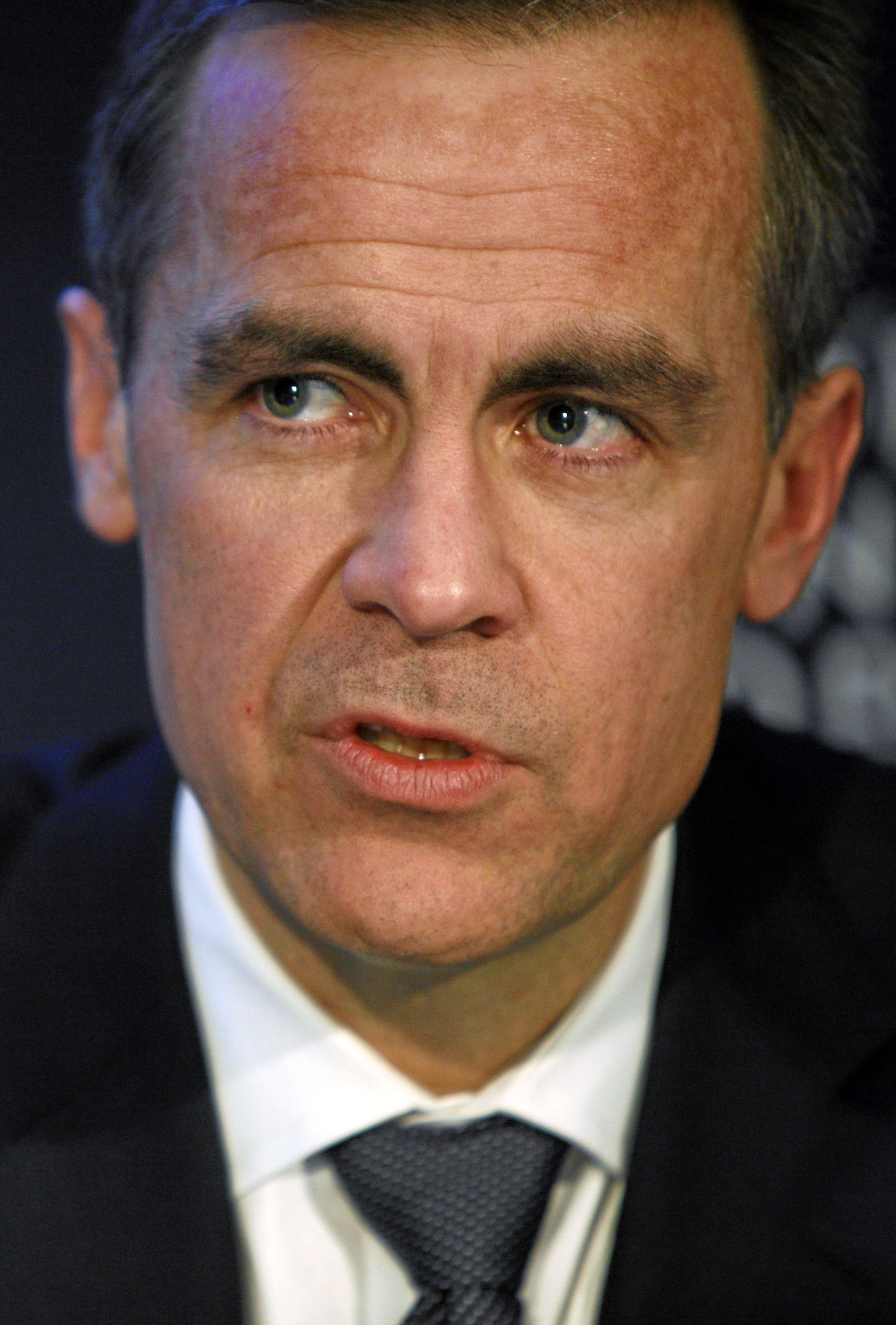
FSB Mark Carney, President
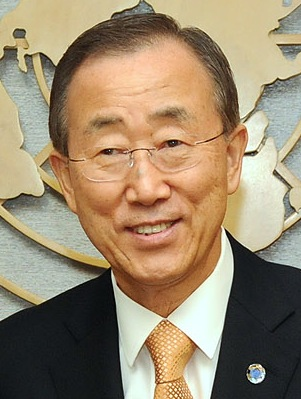
ONU ONU Ban Ki-moon, Secretari General
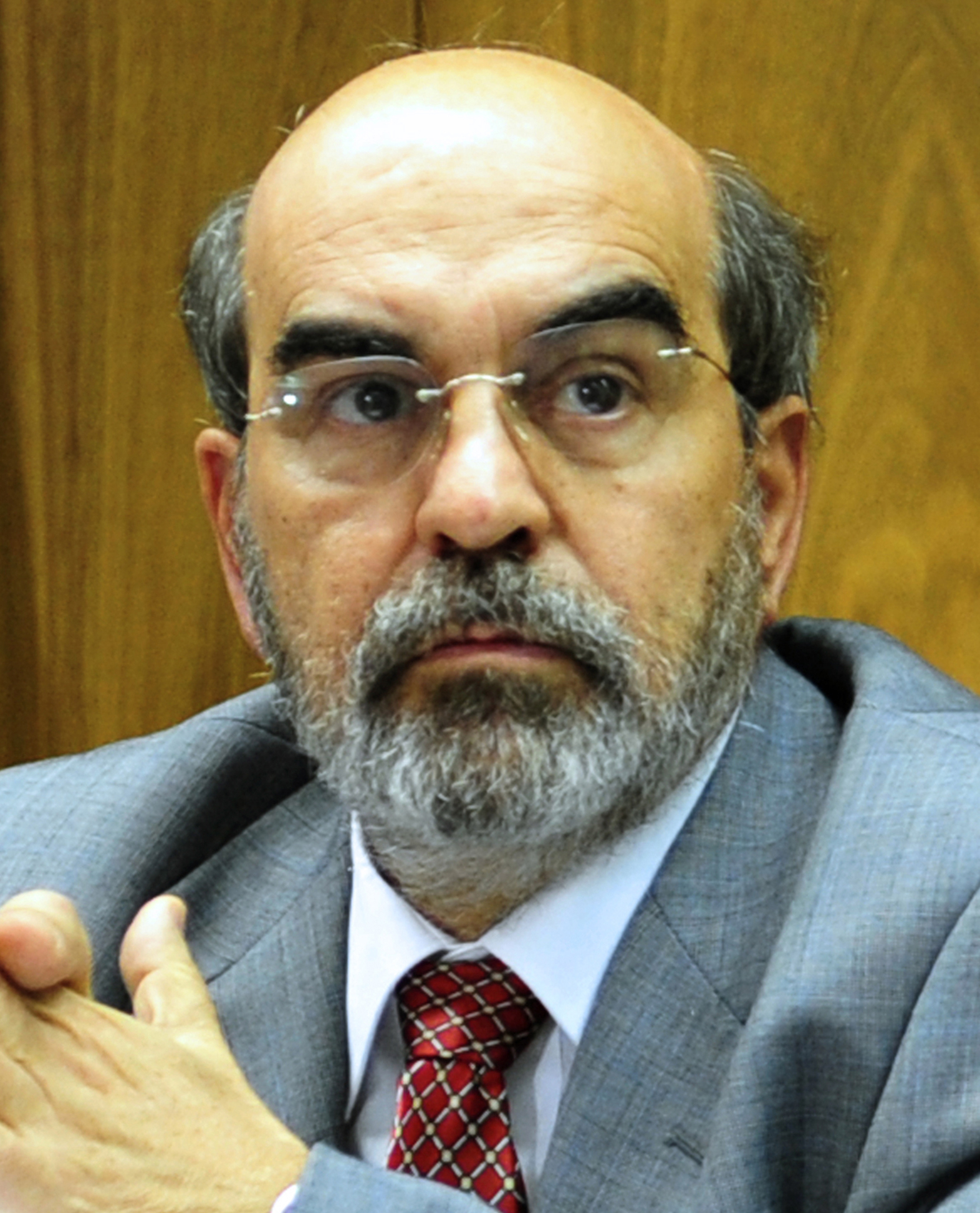
ONUAA José Graziano da Silva, Director General
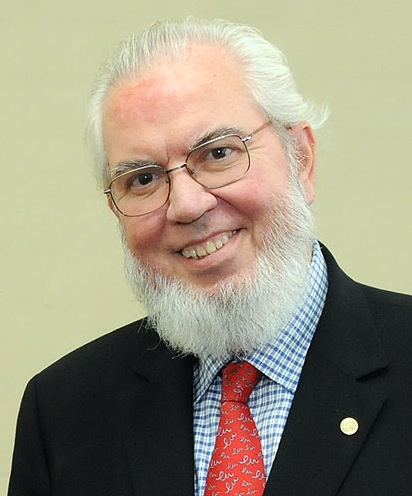
OIT Juan Somavía, Director General
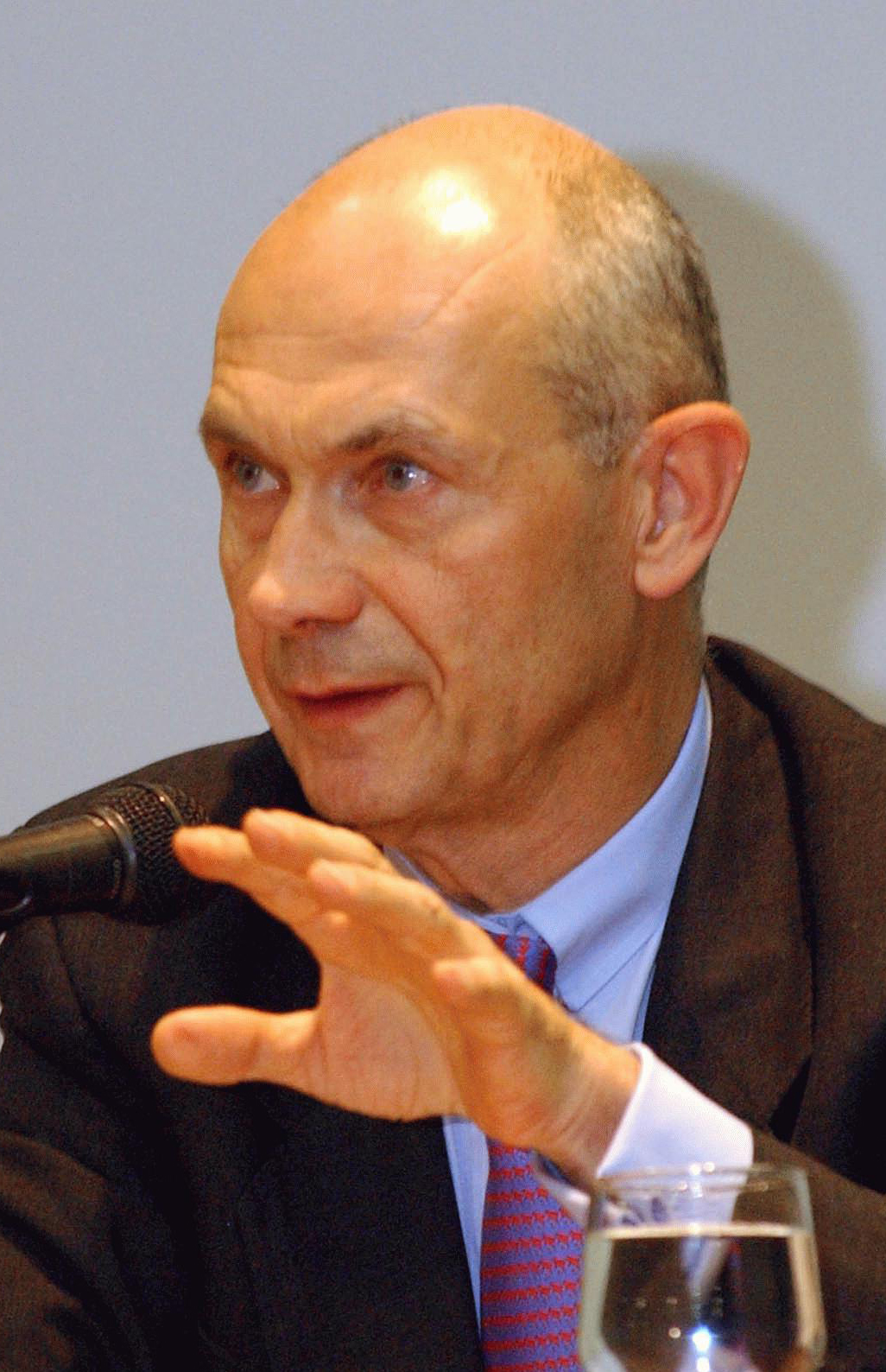
OMC Pascal Lamy, Director General
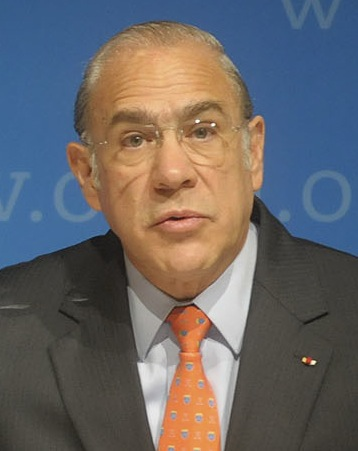
OCDE José Ángel Gurría, Secrétaire général

Països membres

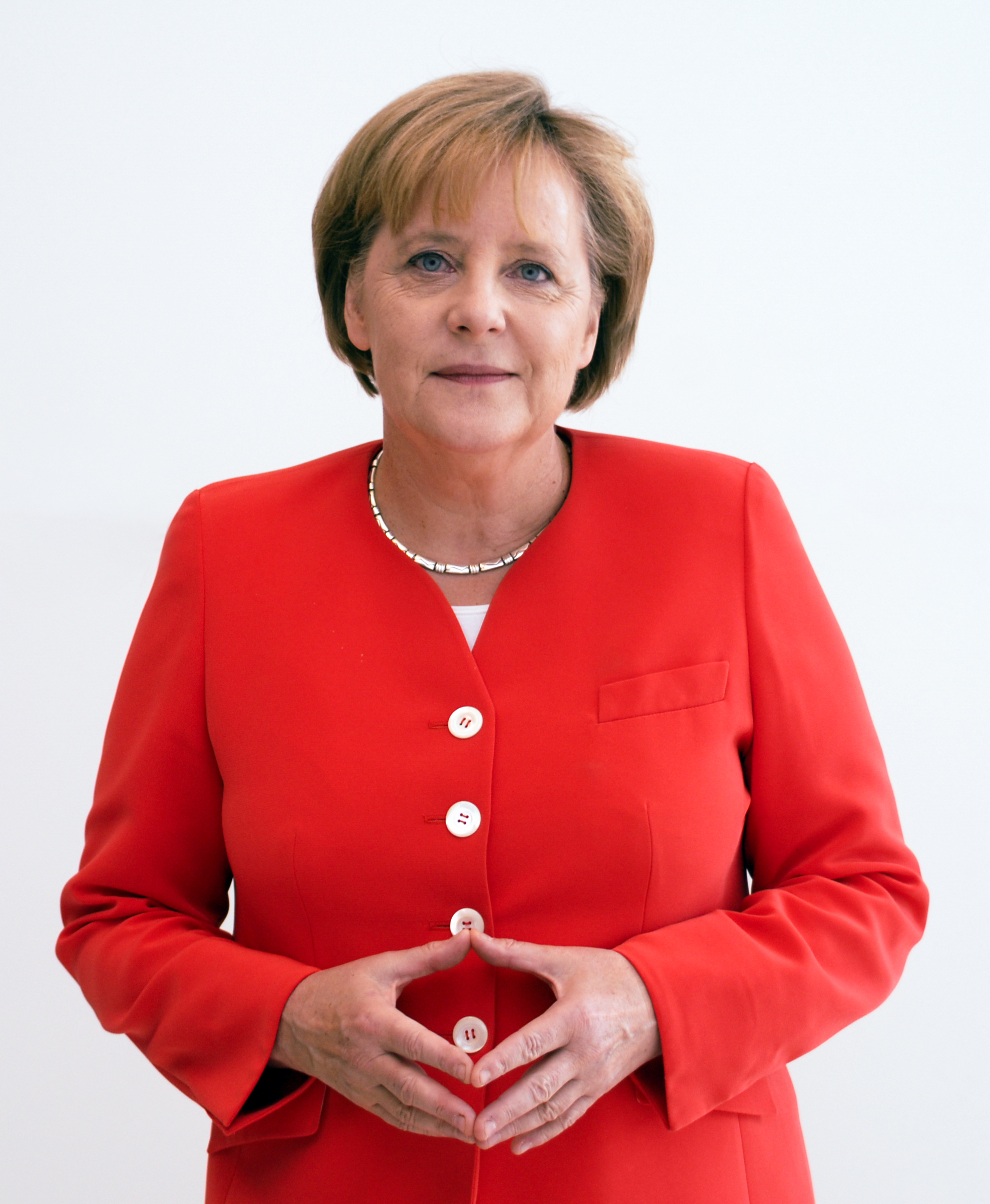
Alemanya Angela Merkel, Cancellera
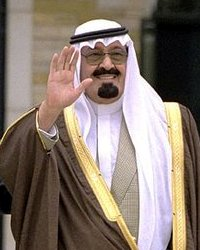
Aràbia Saudita Abdul·lah, Rei
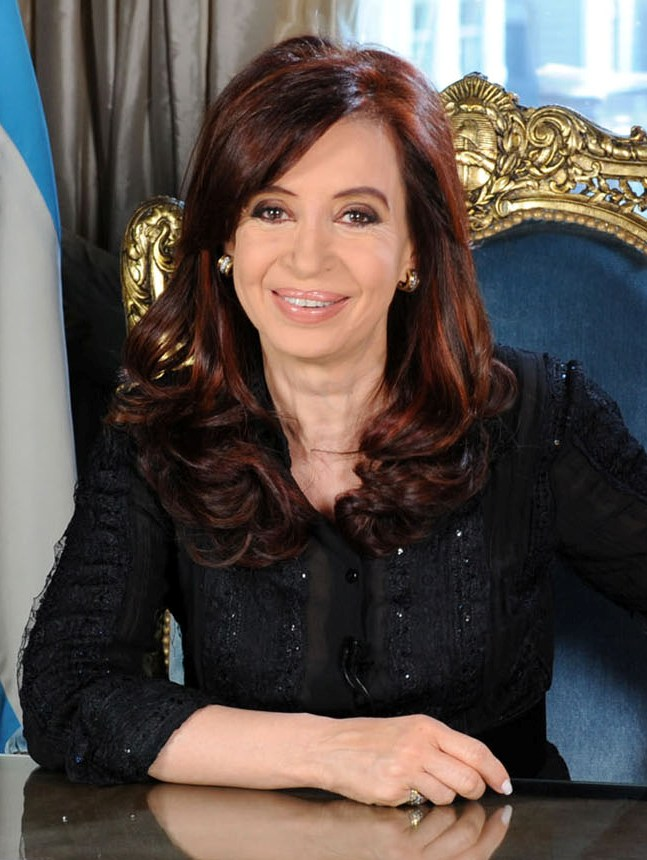
Argentina Cristina Fernández de Kirchner, Presidenta
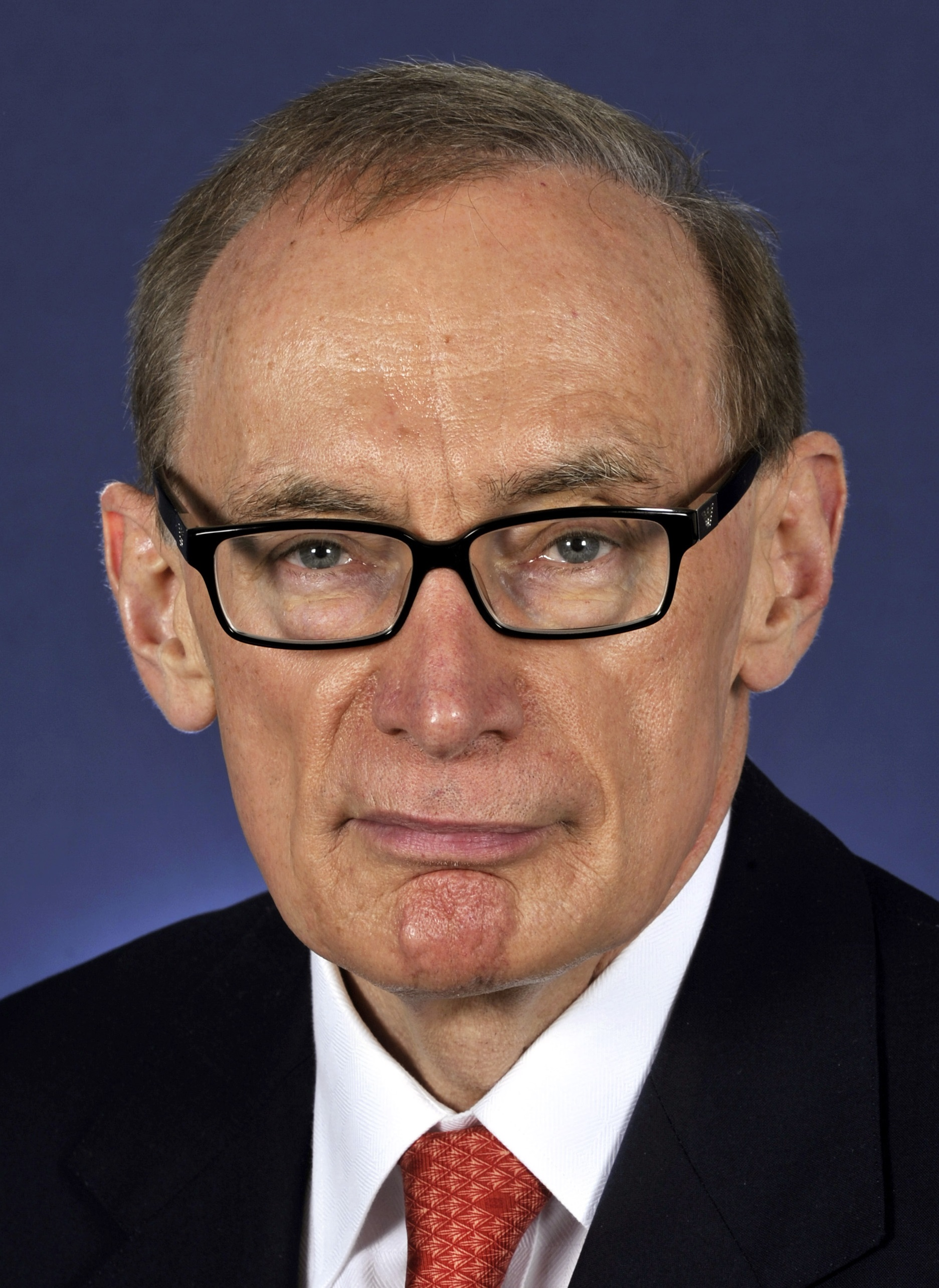
Austràlia Bob Carr, Ministeri d'Afers Estrangers
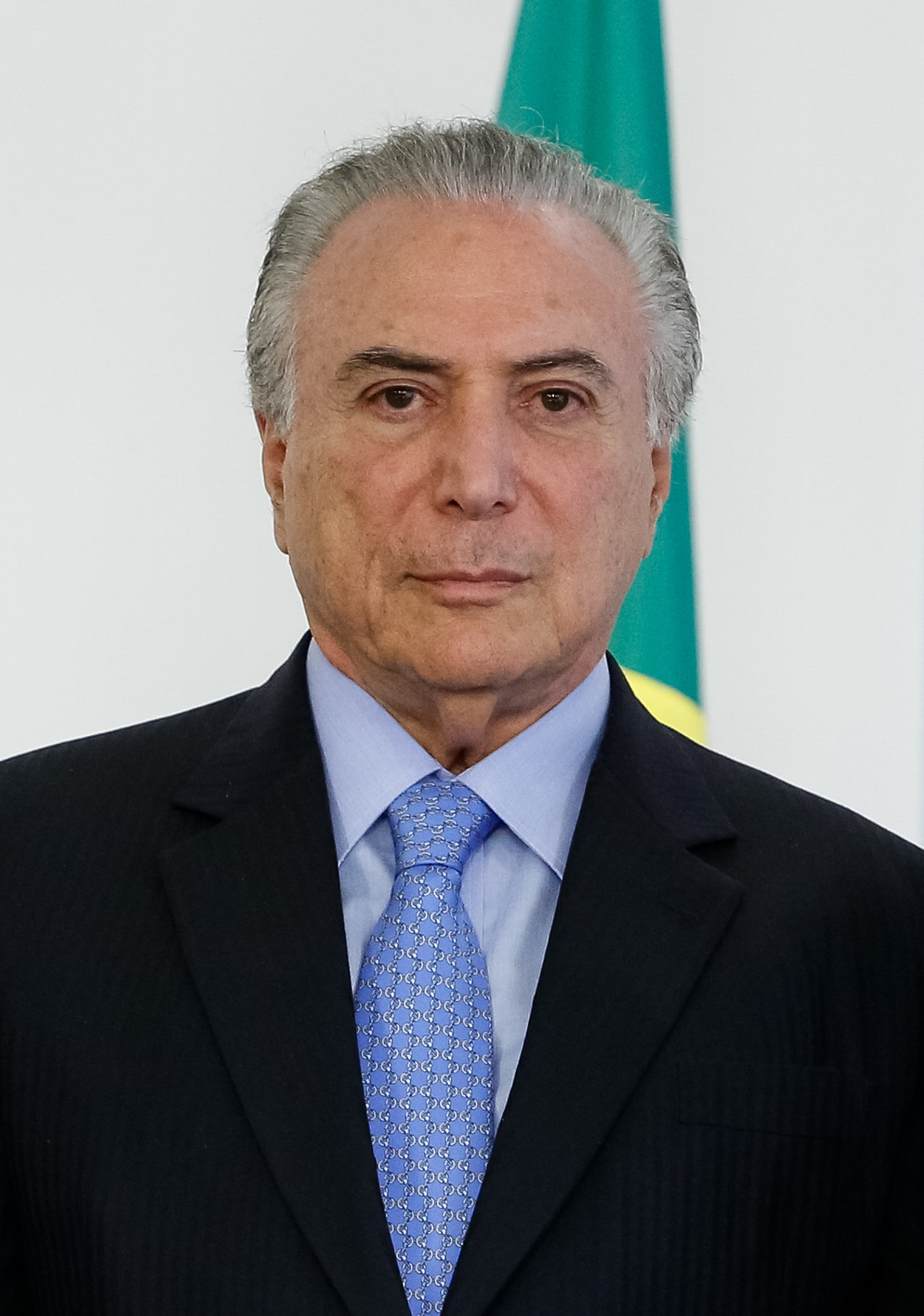
Brasil Michel Temer, Presidente
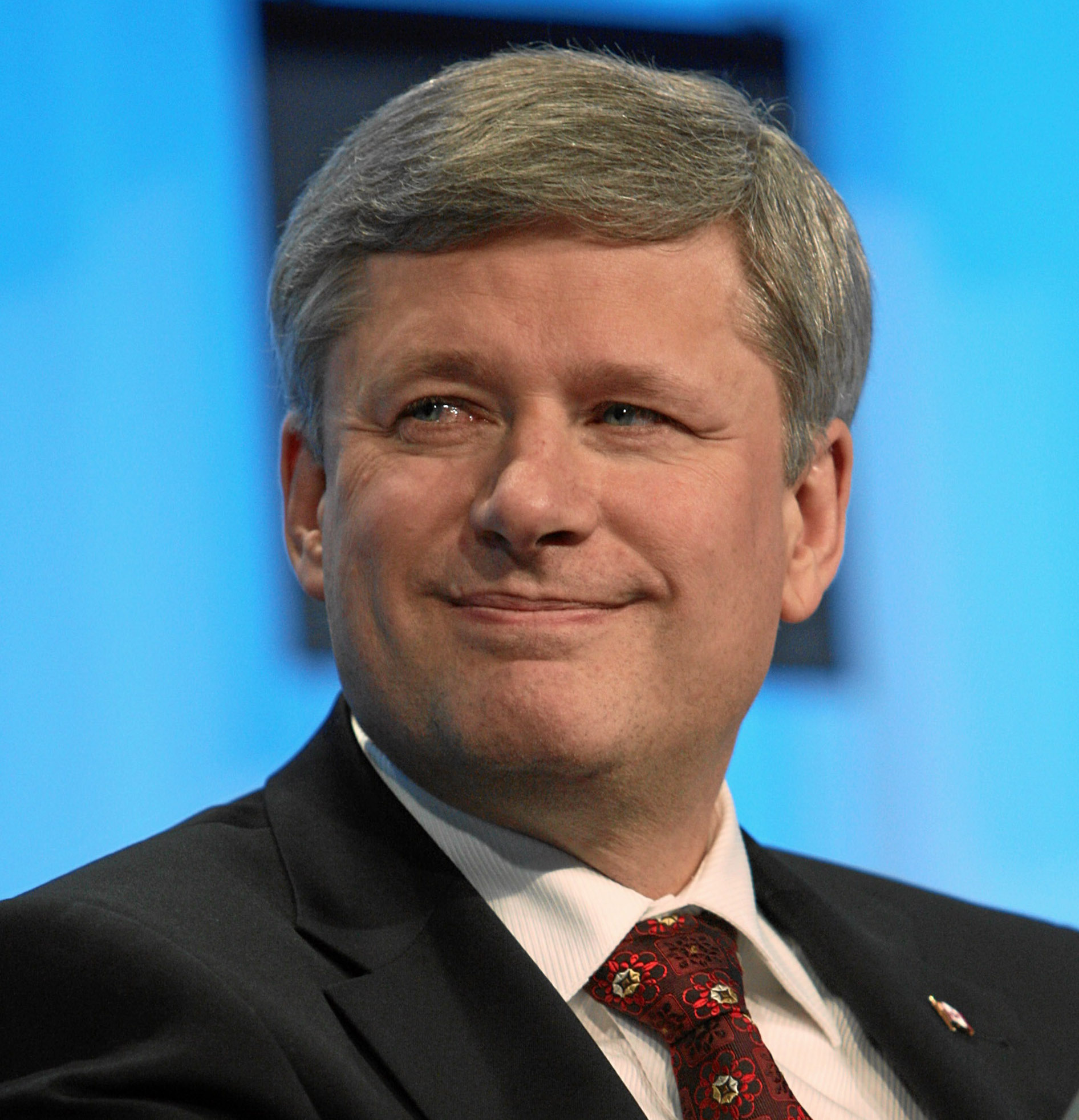
Canadà Stephen Harper, Primer Ministre
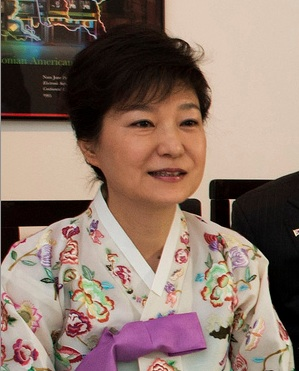
Corea del Sud Park Geun-hye, Presidenta
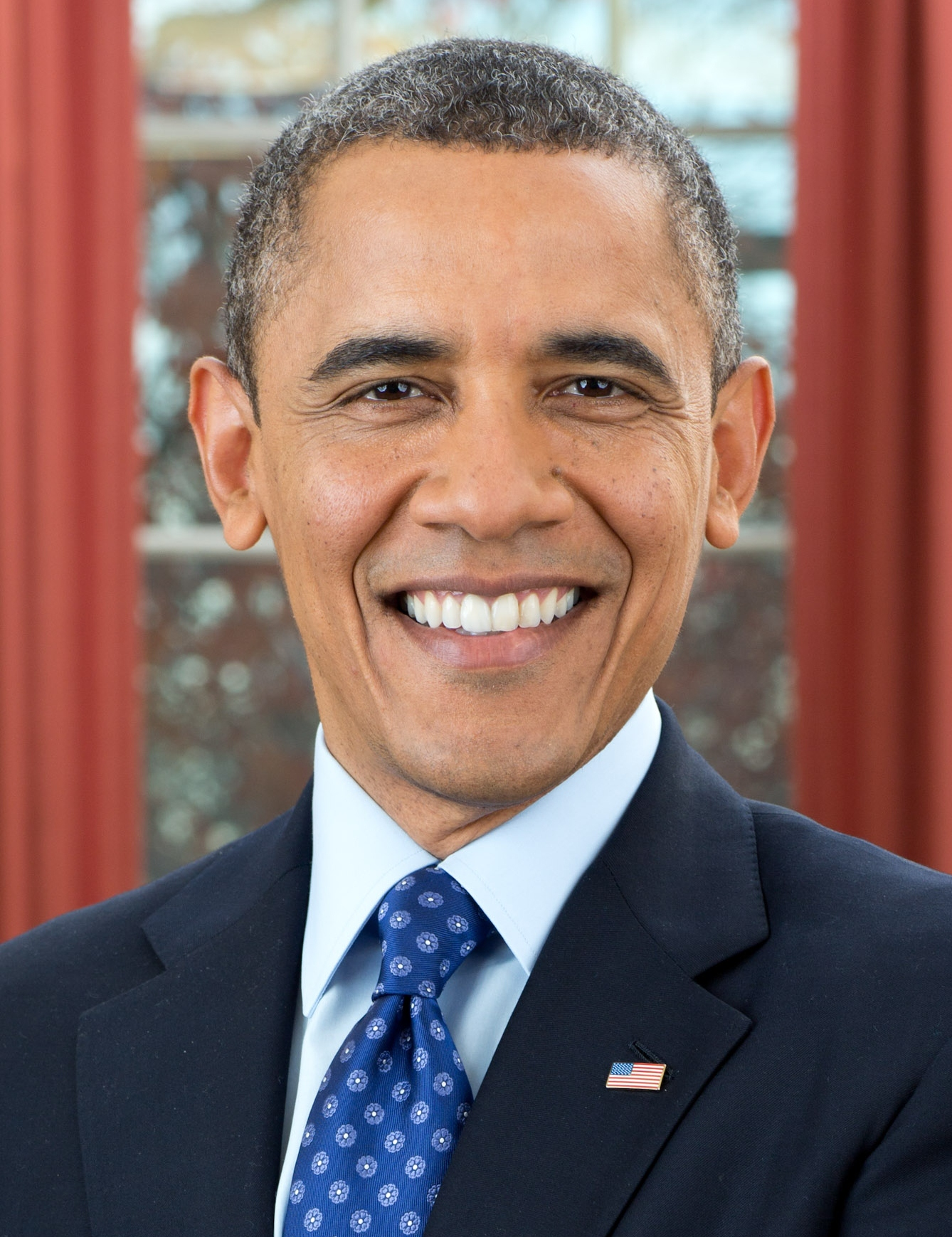
Estats Units Barack Obama, President
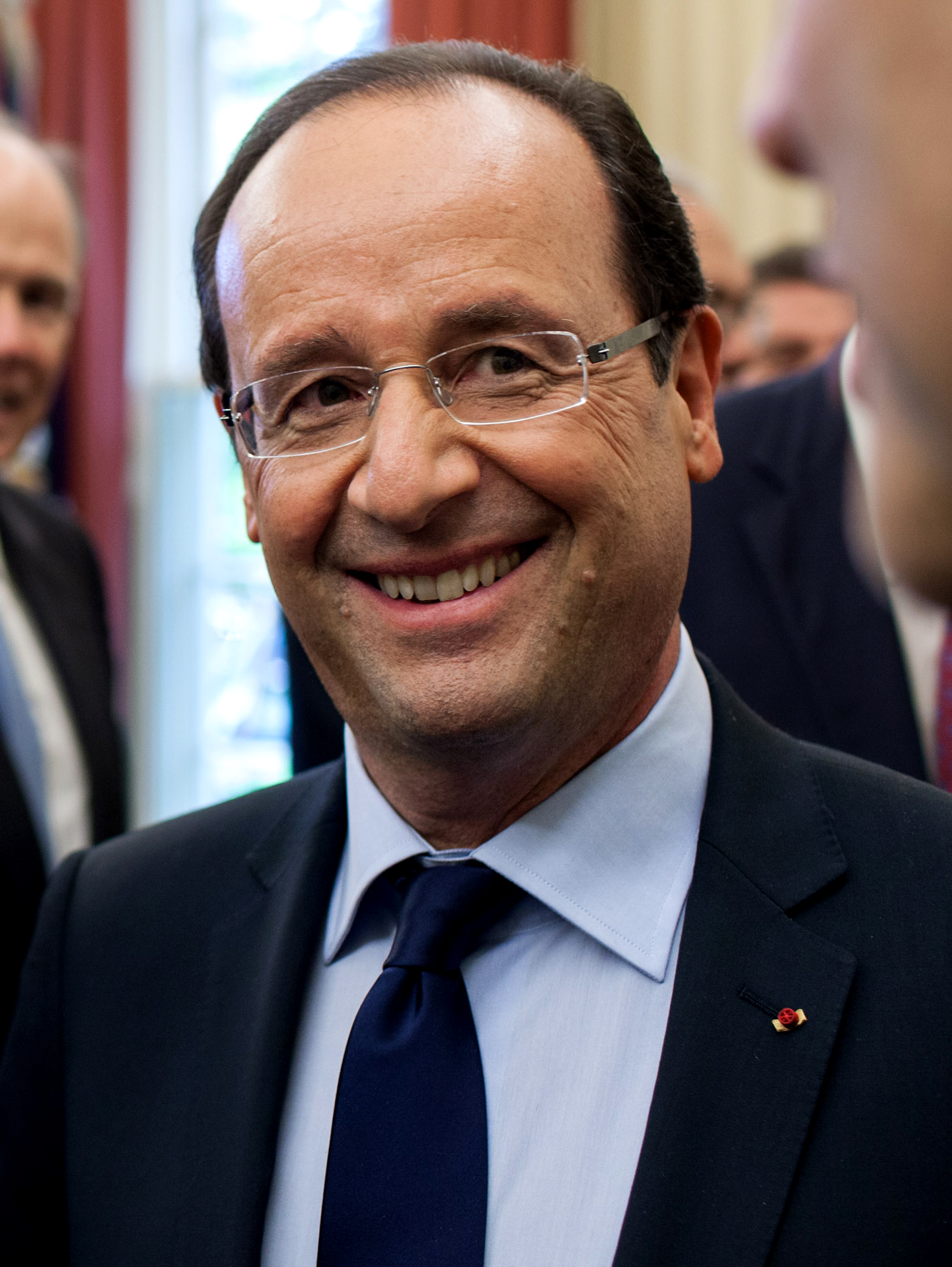
França François Hollande, President
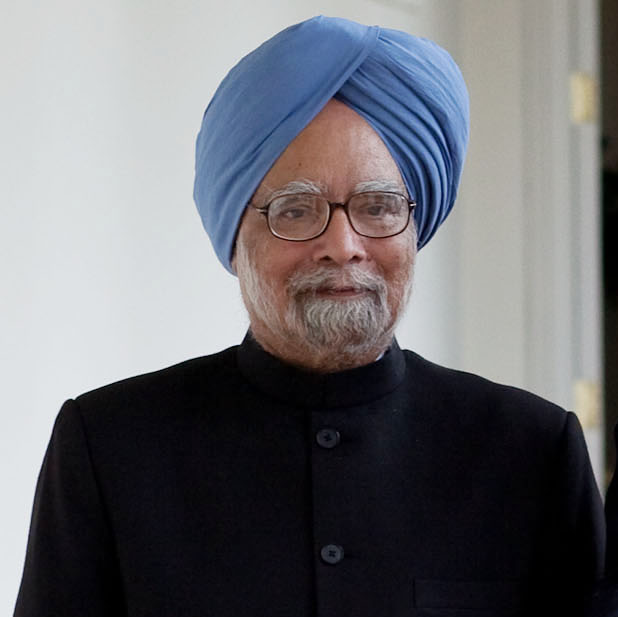
Índia Manmohan Singh, Primer Ministre
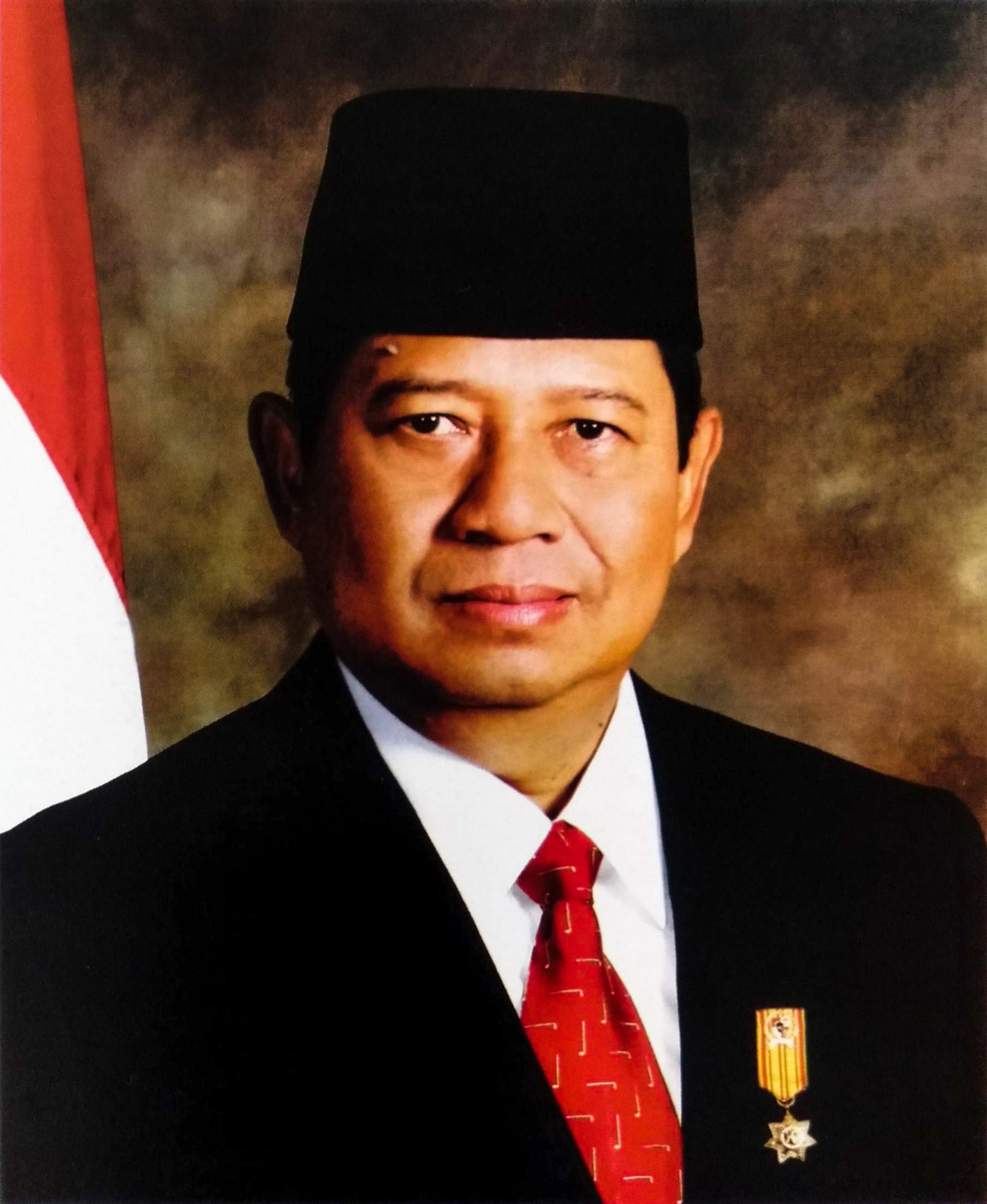
Indonèsia Susilo Bambang Yudhoyono, President
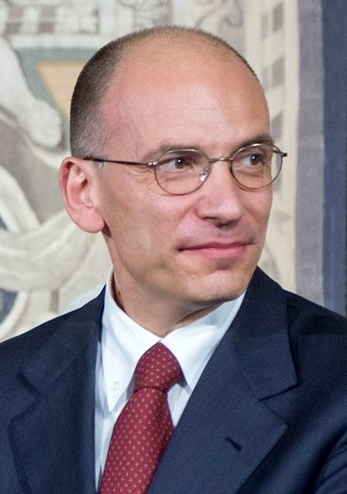
Itàlia Enrico Letta, Primer Ministre
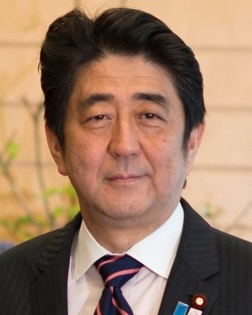
Japó Shinzo Abe, Primer Ministre
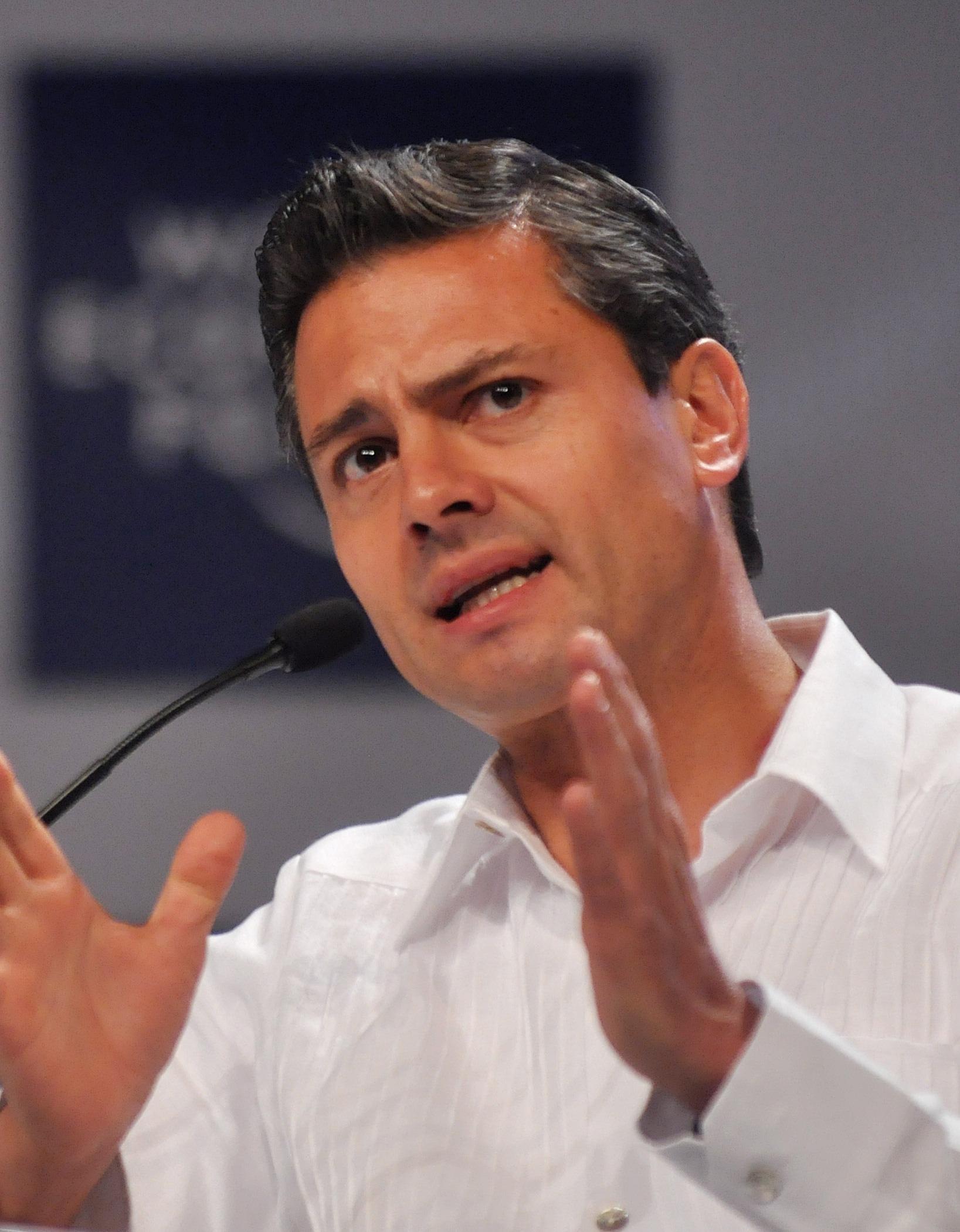
Mèxic Enrique Peña Nieto, President
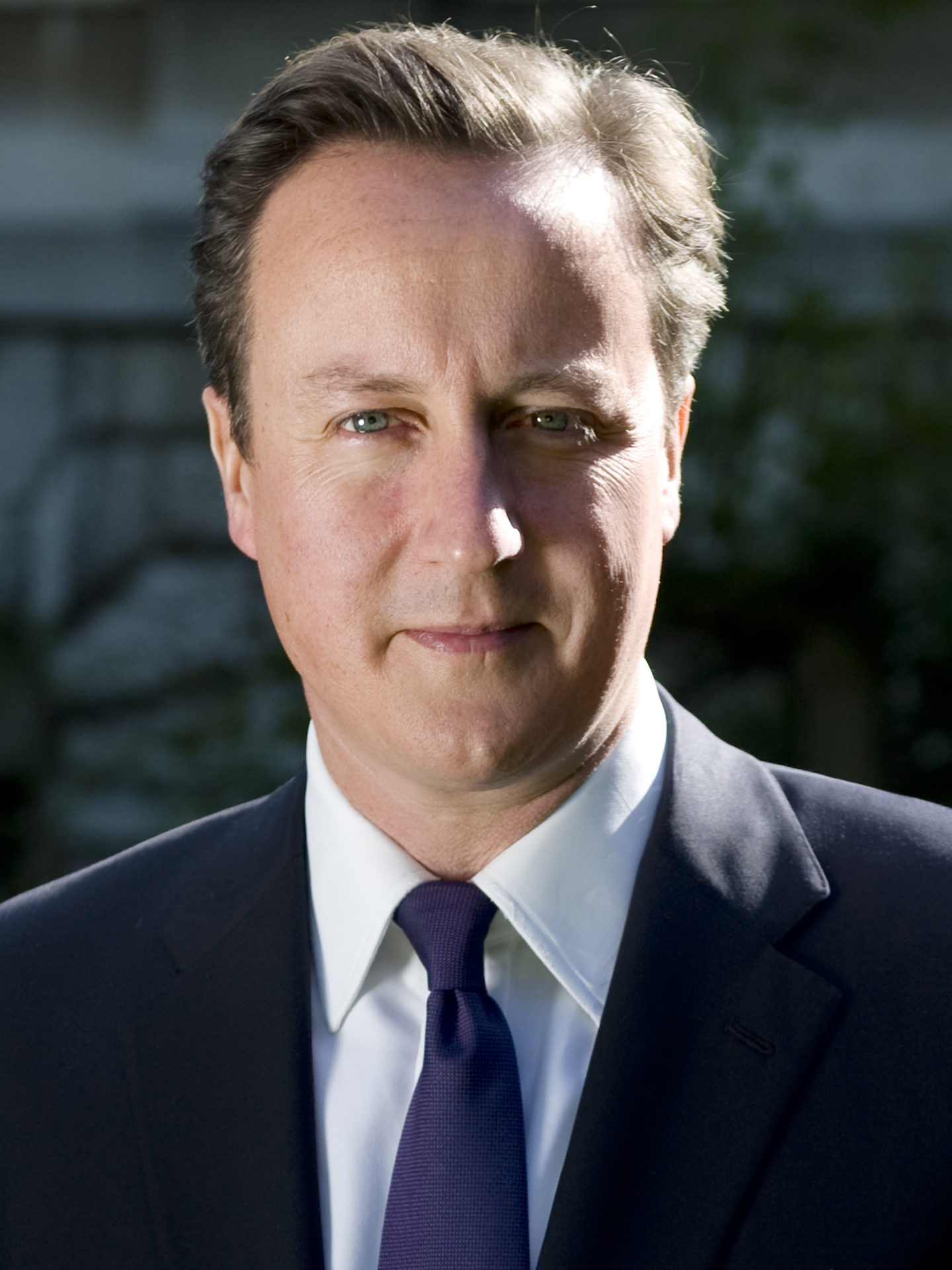
Regne Unit David Cameron, Primer Ministre
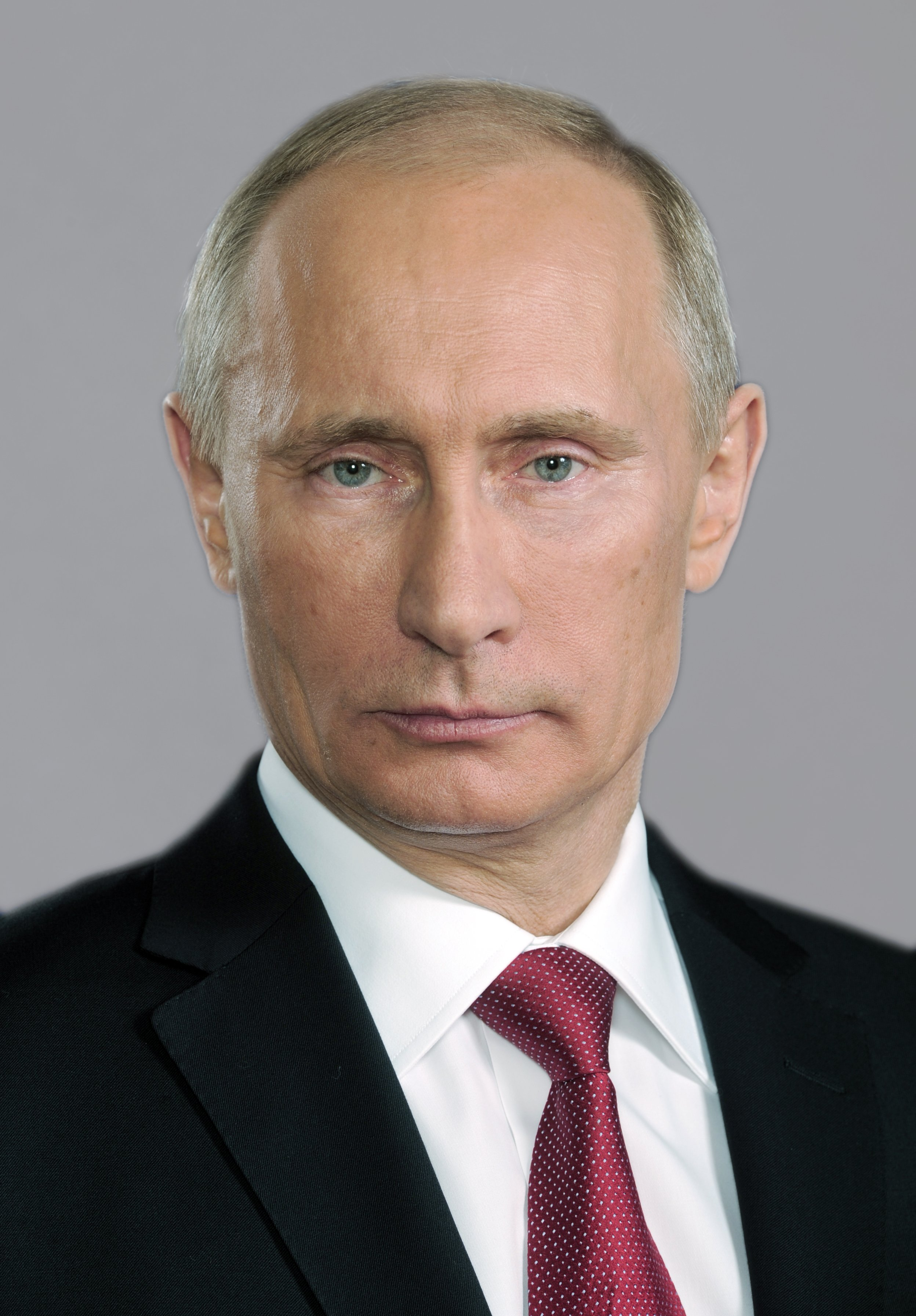
Rússia Vladímir Putin, President
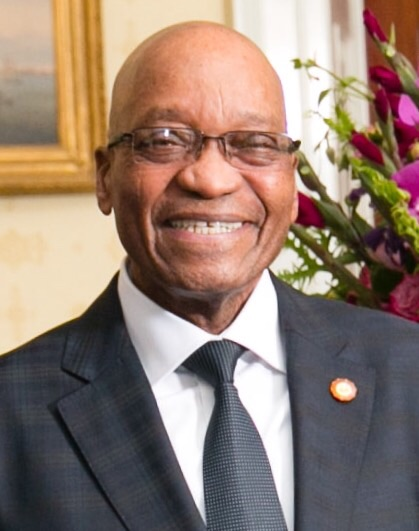
Sud-àfrica Jacob Zuma, President
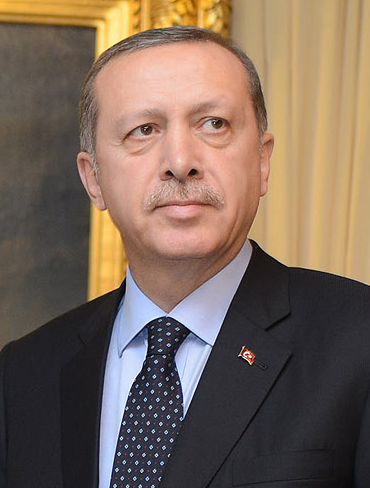
Turquia Recep Tayyip Erdoğan, Primer Ministre
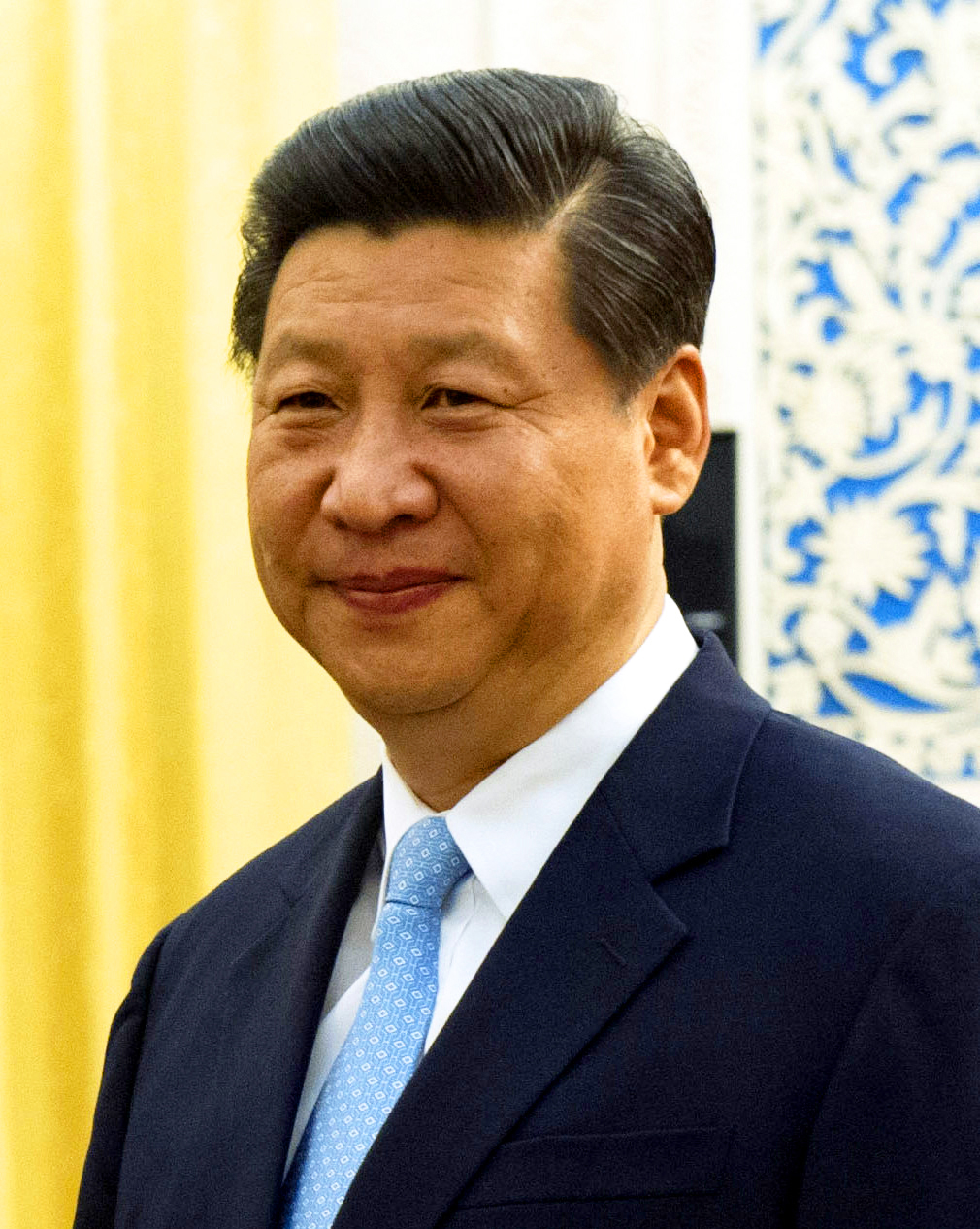
Xina Xi Jinping, President
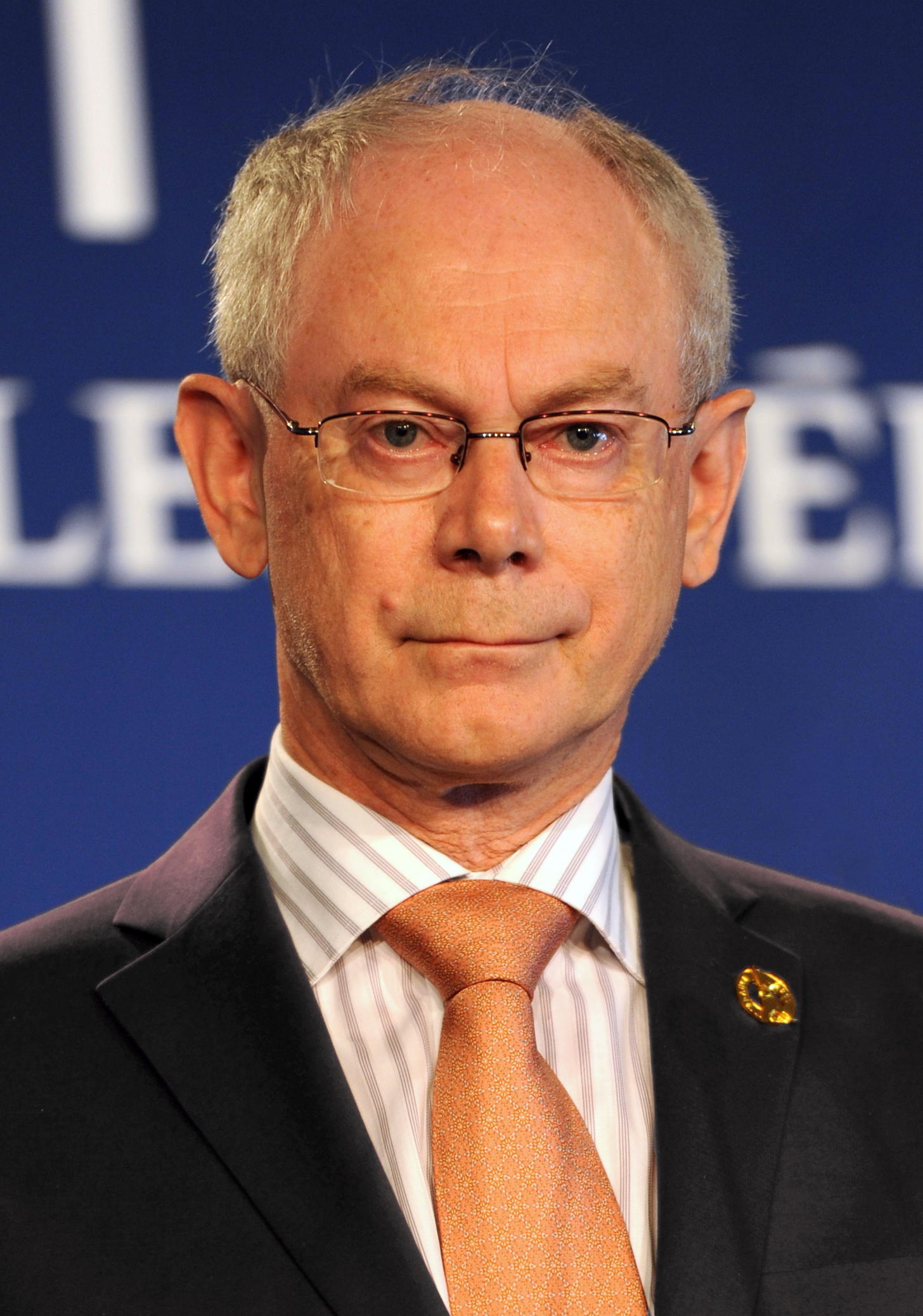
Unió Europea Herman Van Rompuy, President del Consell Europeu
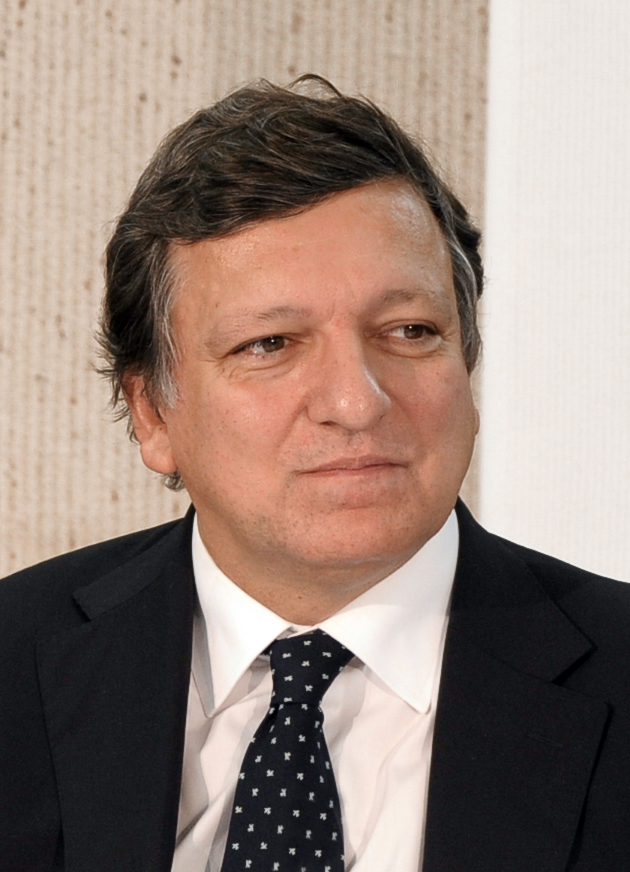
Unió Europea José Manuel Barroso, President de la Comissió Europea

Països convidats
- Brunei
Al-Muhtadee Billah, Príncep hereu
- Etiòpia
Hailemariam Desalegn, Primer Ministre
- Senegal
Macky Sall, President
- Singapur
Lee Hsien Loong, Primer Ministre

Organitzacions internacionals
- Banc Mundial
Robert Zoellick, President
- FMI
Christine Lagarde, Directora General
- FSB
Mark Carney, President
- ONU
Ban Ki-moon, Secretari General
- ONUAA
José Graziano da Silva, Director General
- OIT
Juan Somavía, Director General
- OMC
Pascal Lamy, Director General
- OCDE
José Ángel Gurría, Secrétaire général